# 柳佐知
柳 佐知（やなぎ さち、1982年〈昭和57年〉3月28日 - ）は、鹿児島県を拠点に活躍する日本のフリーアナウンサー、会社役員。渕上印刷取締役。

## 略歴
鹿児島市出身。中学生と高校生の頃は伊佐市で寮生活をしていた。上智大学文学部フランス文学科へ進学しフランス留学もした後に卒業。2005年（平成17年）11月2日、第2代・かごしま親善大使に就任。
かごしま親善大使としての2年間の任期終了後、エフエム鹿児島やフレンズFMでのラジオパーソナリティとしての約6年間の活動を経て、MBC南日本放送報道部リポーターとなる。2012年（平成24年）4月よりMBCニューズナウのリポーターとなり、2013年（平成25年）11月には、前任の竹内梢キャスターの退社に伴い同番組のニュースキャスターに抜擢。2014年（平成26年）10月、かごしま4のMCとなる。
2018年（平成30年）3月末に退職。結婚し4月からフリーアナウンサーとして活動。司会や、朗読コンサート、企業研修などを行う。36歳で子宮頸癌が見つかり、2019年（平成31年）2月20日、鹿児島大学病院においてロボット手術で腫瘍のある子宮頸癌のみを摘出し、それ以外の子宮を温存する手術を行う。手術後の数年は後遺症に悩んだが、2021年（令和3年）11月に妊娠が判明。同病院で処置を行いながら妊娠期間を過ごすが、2022年（令和4年）3月上旬に前期破水し8日に死産。
2023年（令和5年）3月26日、第51回・鹿児島陶芸展の創作部門において、桜島大根を模した作品「桜島大根マグマのめぐみをいただきます」で、陶芸歴6年にして優秀賞を獲得。2023年（令和5年）4月2日からは、MBCラジオでクラシック音楽を扱う日曜17時からの30分番組『わたしらしくクラシック』にレギュラー出演。
2023年12月、離婚。
2025年2月27日午後11時頃、酒を飲んで車を運転しトラックと正面衝突する事故を起こし、酒気帯び運転の疑いで逮捕された。

## 担当番組

### ラジオ
- わたしらしくクラシック（2023年〈令和5年〉4月2日 - 、MBCラジオ[6]）

## 過去の担当番組
- MBCニューズナウ 月曜日キャスター（2013年〈平成25年〉11月 - 2014年〈平成26年〉3月、MBCテレビ）
- かごしま4 月 - 金曜日キャスター（2014年〈平成26年〉10月 - 2018年〈平成30年〉3月、MBCテレビ）
- MBCニュース

## 書籍
- あさひと生きる 子宮頸がん手術を乗り越えて天使のママになったわたし（2023年〈令和5年〉8月8日、渕上印刷）